# Roubo da taça Jules Rimet em 1983
O roubo da taça Jules Rimet em 1983 foi o roubo do troféu conquistado na Copa do Mundo de 1970, a Taça Jules Rimet, na noite do dia 19 de dezembro de 1983. O roubo aconteceu no prédio da CBF na Rua da Alfândega, 70, centro do Rio de Janeiro.
Essa foi a segunda vez que a Taça foi roubada. Antes disso, ela já havia sido roubada no ano de 1966, em Londres e foi achada dias depois por um cachorro, Pickles. Curiosamente, conforme citação no livro "Day of the Match", quando o troféu foi roubado pela primeira vez em Londres, um assessor da confederação brasileira de futebol disse que este era um sacrilégio que jamais seria cometido no Brasil, onde até mesmo os ladrões eram apaixonados por futebol.

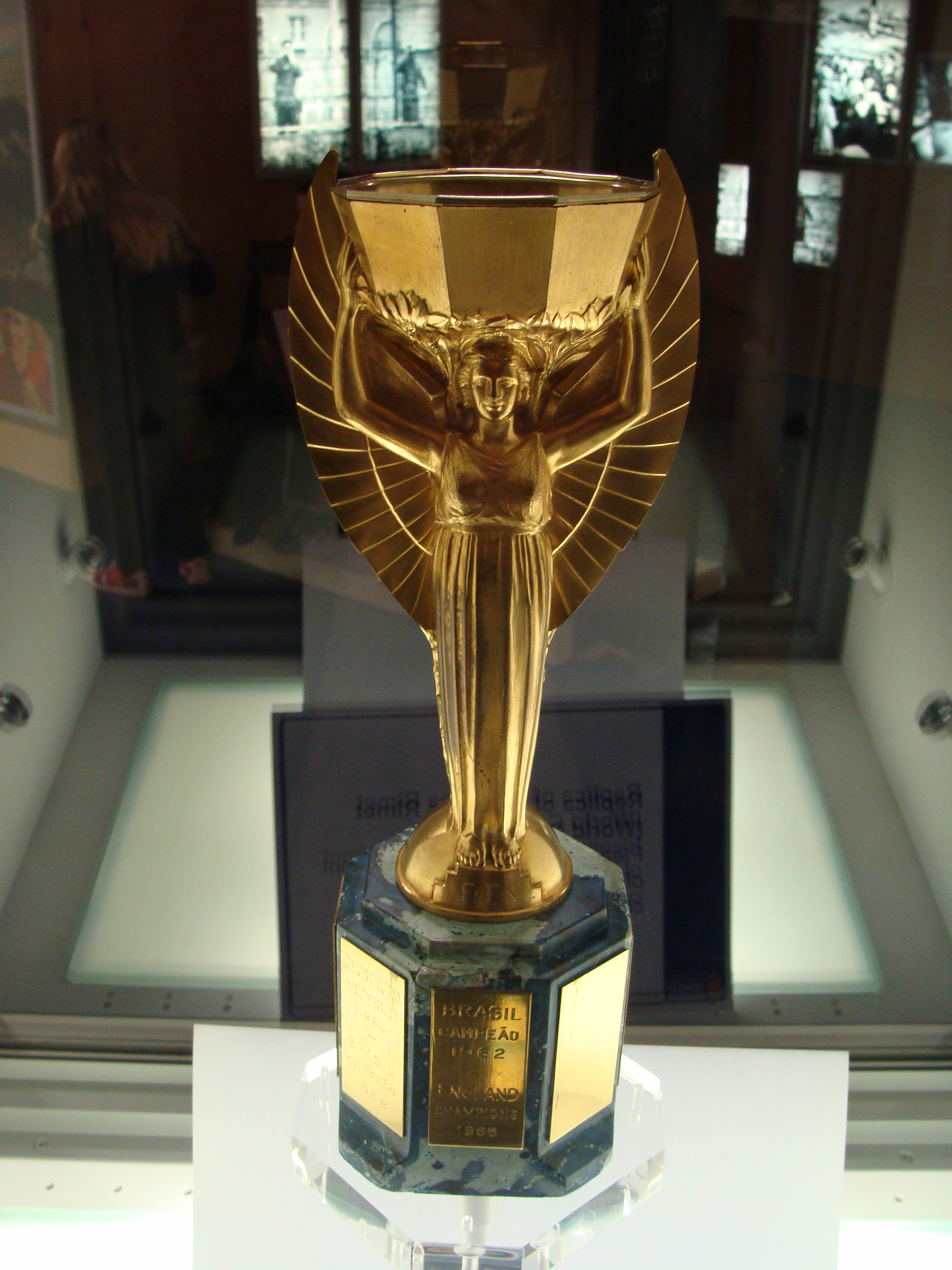
Réplica do troféu Jules Rimet em exposição no Museu Nacional do Futebol em Preston. O troféu foi desenhado pelo artista francês Abel Lafleur.

O roubo de 1983 foi de grande impacto para a população brasileira, pois a Taça era um dos maiores símbolos do "orgulho nacional". A Polícia Federal foi mobilizada para a procura do objeto, que tinha aproximadamente 3,8 quilos de ouro e na época o objeto poderia valer até 18 milhões de cruzeiros, o que nos dias de hoje equivale a mais de R$ 189 mil. O caso teve uma grande repercussão. Jornais, tanto nacionais quanto internacionais, noticiavam com assombro o roubo do símbolo do tricampeonato.

## Envolvidos

### Sérgio Peralta
Sérgio Pereira Ayres, ou como era conhecido, Sérgio Peralta (Rio de Janeiro, 1948 – Rio de Janeiro, agosto de 2003), nasceu numa família humilde do Rio de Janeiro. Passou a infância no bairro Nabuco de Freitas e na época do crime tinha 35 anos, era solteiro e morava numa pensão, no bairro de Santo Cristo.
Era representante do Atlético Mineiro na CBF desde 1974, juntamente à CBF e à Federação Carioca de Futebol. Foi assessor administrativo da CBF e trabalhou com seguros no Banco Agrimisa. De acordo com o inquérito inicial Peralta tinha conhecimento da sede da CBF por ter o acesso como representante do Atlético Mineiro e ele estava ciente de que o troféu original estava sendo mantido em um armário de vidro blindado simples, segurado apenas por uma moldura de madeira, enquanto apenas uma cópia foi colocada segura num cofre na CBF.
De acordo com quem o conhecia, frequentava bailes e não fazia nada "fora da rotina", e de acordo com Percialina Alves, a dona da pensão onde Peralta morou por quatro anos em Santo Cristo, ele gostava de brincar com as crianças e nunca fez algo fora da rotina, ainda mais fora da lei.  Quem convivia com ele na CBF alegava que ele era bem conhecido e um "cara legal", mas no dia do roubo, estava agitado e nervoso. Morreu de um infarto devido a uma doença coronariana grave, em agosto de 2003.

### Chico Barbudo
Francisco José Rocha Rivera, ou como era conhecido, Chico Barbudo (Rio de Janeiro, ? – Rio de Janeiro, 28 de setembro de 1989), foi um dos dois homens que invadiu a sede da CBF na noite do crime. Era filho do policial Adelino Pereira Rivera e foi detetive na polícia entre 1974 e 1978, na Delegacia de Paracambi. Acabou sendo afastado da corporação pelo suposto roubo de uma metralhadora, mas não foi expulso, pois foi constatado que Chico tinha problemas psiquiátricos. Foi apenas submetido a dois anos de tratamento e foi afastado.
Passou a viver da compra e venda de ouro e joias. Revendia o que comprava (a maioria, produtos de origem suspeita) nas "bocas de ouro". Teria sido convidado por Sérgio Peralta para executar o crime juntamente com José Luiz Vieira da Silva, o Luiz Bigode. Foi assassinado a tiros por 5 homens num bar no dia 28 de setembro de 1989.

### Luiz Bigode
José Luiz Vieira da Silva (nascido no Rio de Janeiro), ou como era conhecido, Luiz Bigode, foi um dos dois homens que invadiram o prédio da CBF no dia do crime, juntamente com Francisco Rivera, o Chico Barbudo. Nasceu no bairro de Santo Cristo e trabalhava na decoração de festas e casamentos. Era um velho amigo de Chico Barbudo e conhecia Sérgio Peralta, o mentor do crime. Foi um dos primeiros capturados pelo roubo, e apesar de torturado, nunca confessou o crime. Antes mesmo do roubo, ele já tinha duas passagens pela polícia, por estelionato. Ao contrário do que muitos dizem, o que foi guardado num freezer de um bar não foi a taça, e sim uma calça jeans contendo 850 mil cruzeiros.
Em sua casa foi encontrada uma mala, contendo uma arma, dinheiro, 2 cordões de ouro e um cheque, que segundo o próprio Bigode, a arma seria para se "proteger", o dinheiro seria para "brincar com a filha" e o cheque, que era de 12 milhões de cruzeiros, teria sido recebido por um serviço de decoração e o mesmo seria sem fundos. O cheque acabou desaparecendo, e a Polícia Federal não anotou os dados do cheque, que poderia ser da venda da taça Jules Rimet. A polícia alega que Bigode teria sido o encarregado de descontar o tal cheque, que havia sido recebido dado pelo argentino Juan Carlos Hernandez para pagar pelo ouro, mas Bigode fugiu com o dinheiro.

### Juan Carlos Hernandez
Juan Carlos Hernandez (Buenos Aires, 3 de agosto de 1947) foi o ourives argentino apontado como o responsável pelo derretimento da taça. Antes disso, já havia passagem pela Polícia Federal por viver clandestinamente no Brasil há anos, respondendo a um inquérito. Ao chegar no Brasil, começou a trabalhar com compra e venda de ouro e joias. Por 3 anos e meio manteve diversos escritórios na cidade, inclusive, foi justamente um desses escritórios que despertou a atenção das pessoas. No dia 16 de janeiro de 1984 alugou um andar de um prédio na avenida Rio Branco e o nomeou de Aurimet Comércio de Metais Preciosos Ltda. Hernandez colocou sua mulher, Maria Blanco de Hernandez, como a sócia majoritária. Depois do roubo, mudou-se para uma cobertura de luxo no Humaitá, zona sul do Rio.
Alguns viam o nome da nova empresa de Hernandez como um ato de deboche, pois auri significa ouro em latim, e Rimet fazia uma referência ao troféu roubado. Fazia negócios com Chico Barbudo, o que reforçou o fato de que ele foi o homem que derreteu a taça. Porém, a taça era formada por mais de 3,5 quilos de ouro, e o equipamento de Hernandez derretia apenas 250 gramas por vez. Ou seja, a taça teve que ser cortada em pelo menos 14 pedaços antes de ser derretida em barras de ouro.

## Outros envolvidos

### Antônio Setta
Antônio Setta, ou como era conhecido, Broa (Rio de Janeiro, 17 de outubro de 1925 – Rio de Janeiro, 3 de dezembro de 1985), foi o principal delator do roubo. Era considerado um dos melhores arrombadores do Rio de Janeiro e vivia de pequenos furtos. Foi indiciado em 18 inquéritos desde 1940 até 1983, dentre esses inquéritos estão: roubo, furto, receptação, formação de quadrilha, lesões corporais e homicídio. Conheceu Sérgio Peralta, o mentor do crime, no Clube do Omar, na Vila Militar do Rio de Janeiro. Os dois frequentavam o Bar Vila Verde e foi nesse bar que ele recebeu o convite do roubo de Sérgio Peralta, mas ele recusou, por patriotismo e também porque seu irmão, Giácomo, teve um infarto ao ver pela TV o jogador Carlos Alberto Torres levantando a taça Jules Rimet no tricampeonato. Dias depois, ele viu a notícia do roubo da taça e delatou Peralta, dando início às investigações. Morreu no dia 3 de dezembro de 1985 em um acidente de carro, após sofrer um infarto fulminante. No dia, ele iria depor numa audiência.

## Roubo
O mentor do crime, Sérgio Pereira Ayres, o "Sérgio Peralta", era gerente do banco Agrimisa, onde trabalhava com seguros, e tinha acesso ao prédio da CBF como representante do Atlético Mineiro, fato negado pelo clube. Foi um dos que viram a verdadeira taça Jules Rimet, exposta num vidro blindado pregado numa moldura de madeira. Ele tinha conhecimento avançado do prédio da CBF, e isso foi um dos fatores que colaboraram para o roubo. Sérgio era frequentador do Bar Vila Verde, assim como um amigo, Antônio Setta, o "Broa". Durante um jogo de carteado, Peralta propõe o roubo a Broa, considerado um dos melhores arrombadores do Rio na época. Ele recusou, por patriotismo e também porque seu irmão, Giácomo, teve um infarto ao ver pela TV o jogador Carlos Alberto Torres levantando a taça Jules Rimet no tricampeonato. Broa não tocou mais no assunto.
Dias depois, Peralta convidou um amigo, Francisco Rivera, ou como era conhecido, "Chico Barbudo", para participar do roubo. Chico era experiente na compra e venda de ouro e aceitou a proposta. José Luiz Vieira da Silva, o Luiz Bigode, era amigo de Chico Barbudo e aceitou um convite do mesmo para participar do roubo. Sérgio Peralta chegou a fazer um mapa do prédio da CBF e Chico Barbudo foi tentar entrar na CBF, fingindo-se de jornalista para ter acesso ao nono andar do prédio, onde ficava a Jules Rimet. Ele foi impedido por Sônia Mecare, secretária da CBF na época. Ele insistiu em ter acesso ao andar para "entrevistar" o presidente Giulite Coutinho, sem sucesso. Até que no dia 19 de dezembro de 1983, numa segunda-feira, 21h00 da noite, dois ladrões mascarados (que seriam Chico Barbudo e Luiz Bigode) invadem o prédio da CBF, rendem o vigia, João Batista Maia, de 55 anos, o amarram e vendam seus olhos com esparadrapos.
Os dois conseguiram as chaves das salas e subiram ao nono andar do prédio, onde estava a Jules Rimet. Eles utilizaram um pé de cabra para tirar a moldura de madeira e tirar o vidro blindado o qual envolvia a taça, juntamente com outras três taças de ouro, as Taças Independência, Equitativa e Jurrito. Enquanto isso, Sérgio Peralta esperava os comparsas do lado de fora, até que eles trouxessem a taça.

### Investigações, prisões e acusações de tortura
No dia seguinte ao roubo, 20 de dezembro, o roubo repercutiu rapidamente pelos jornais cariocas. Jornais noticiavam com assombro o roubo de um dos maiores símbolos do "orgulho nacional". Ao mesmo tempo em que isso acontecia, a Polícia levava o caso apenas como um simples furto, até que a Polícia Federal transferiu o caso para sua matriz e foi mobilizada para recuperar o objeto. E durante as investigações, dois suspeitos foram encontrados: dois faxineiros da CBF, denominados Antônio Carlos Aranha e Paulo Murilo. Os dois chegaram a ficar presos, mas foram soltos por falta de provas. Anos mais tarde, Antônio Carlos Aranha viria a ser assassinado com 7 tiros em 1989. Depois da libertação dos dois faxineiros, chegou-se a suspeitar do vigia, João Batista Maia, e sua filha, Sílvia Regina de Almeida Maia, pois ela chegou procurando pelo pai no prédio da CBF bem na hora do roubo. Tal suspeita foi descartada depois.
Quando Antônio Setta, o Broa, viu a notícia do roubo, não pensou duas vezes: Sérgio Peralta foi o responsável por roubar a Jules Rimet. O Clube do Omar, onde o Broa conheceu Peralta, era frequentado por policiais e localizava-se perto de um batalhão e de um regimento. Broa alertou os policiais sobre o convite de Peralta, mas eles não lhe deram atenção. Depois que deixaram de suspeitar de João Batista Maia e sua filha, a atenção se voltou para a história de Broa. Ele delatou Sérgio Peralta como mentor intelectual do assalto, e que ele teria lhe feito um convite para participar, que foi prontamente recusado por patriotismo e motivos emocionais. Sérgio Peralta foi preso no dia 25 de janeiro de 1984 enquanto andava na Avenida Beira Mar, na zona sul do Rio. Os policiais foram pressionados para solucionar rapidamente um crime de repercussão mundial, e de acordo com o próprio Peralta, ele teve o rosto coberto por um capuz e foi jogado no chão de um carro. Em seguida ele foi levado para um local desconhecido, onde ficou 3 dias sem comer. Peralta alega ter sido torturado, e segundo o próprio, "por causa dos chutes que eu levei, eu tenho um escroto maior que o outro". Ele alegou ter confessado o crime apenas por ter sido torturado, apesar de uma testemunha, um guardador de carros chamado Luiz Carlos Machado ter visto Peralta ali perto. De acordo com Luiz Carlos, Peralta subiu no prédio com lanches para os assaltantes e inclusive, ele chegou a oferecer a ele uma Coca-Cola. Sérgio apontou mais outros 2 comparsas: Luiz Bigode e Chico Barbudo.
Luiz Bigode foi preso e levado por 3 policiais à paisana para o parque da Quinta da Boa Vista. De acordo com ele, os policiais batiam nele e perguntavam pela taça. Chico Barbudo foi preso em casa, e não sofreu com tortura, mas por outro lado acusou os policiais de roubarem 2,5 quilos de joias de ouro de sua propriedade e de seus clientes. Chico Barbudo confessou o crime, mas negou logo depois em um novo depoimento, alegando que nunca entrou na CBF, fato desmentido por Sônia, que impediu que Barbudo entrasse no nono andar enquanto ele se fingia de jornalista. Ao confessar o crime, Chico Barbudo relatou que havia um receptador: o argentino Juan Carlos Hernandez.
A Polícia Federal foi atrás do tal quarto criminoso no grupo, aquele que havia ficado com a mercadoria roubada. Uma loja de comércio de ouro foi invadida em fevereiro de 1984 por doze policiais. Antigamente, a loja chamava-se J.C. Hernandez, mas o nome atual era "Aurimet", que poderia ser lido como auri (ouro) + rimet (Jules Rimet). Foi descoberto que J.C. Hernandez, de fato significava "Juan Carlos Hernandez". Em 1983, Juan Carlos havia se mudado para Humaitá, onde morava numa cobertura de luxo. Depois de condenado, em 1988, fugiu para a França, onde cumpriu sete anos de prisão por tráfico de drogas. De acordo com o locador da cobertura, Gustavo Adolfo Engelke, ele nunca mais pagou o aluguel depois do roubo da taça. Ele chegou a ir ao escritório de Hernandez para cobrar o aluguel, mas o local estava lotado de câmeras de segurança. Em 1990, Engelke encontrou Juan Carlos em uma churrascaria. Ali, o argentino mostrou-lhe uma identidade falsa, dizendo-lhe "O senhor conheceu o Juan Carlos Hernandez. Agora, sou o João Carlos Fernandes." Depois, nunca houve mais notícias dele.

## Condenações e fuga
Em 31 de março de 1988, os criminosos foram julgados e condenados. Sérgio Peralta, Chico Barbudo e Luiz Bigode foram condenados a 9 anos de prisão. Juan Carlos Hernandez foi condenado a três anos de prisão. Mas, depois de condenados, os criminosos fugiram. Chico Barbudo, que ficou foragido, mais tarde ganhou apelação da pena. Enquanto aguardava o julgamento em liberdade, Chico Barbudo foi assassinado a tiros por cinco homens no dia 28 de setembro de 1989 num bar, em Santo Cristo. Antes disso, Antônio Setta, o Broa, morreu no dia 03 de dezembro de 1985 em um acidente de carro perto da Lagoa Rodrigo de Freitas, quando iria depor numa audiência. Suspeita-se de queima de arquivo em ambas as mortes.
Sérgio Peralta fugiu da pensão onde morava e trabalhou de caseiro do empresário de futebol Rubens Peres, em Cabo Frio. A casa ficava perto de um batalhão da Polícia Militar. Peralta era amigo de policiais e vizinhos e tinha uma conta em um banco. De acordo com os amigos nos bares, conversava sobre o futebol. Ninguém desconfiava que ele estava envolvido no roubo da taça Jules Rimet Sérgio Peralta foi preso no dia 13 de julho de 1994, conforme um mandado de prisão expedido pelo juiz Leomil Antunes Pinheiro. Foi levado para o presídio Esmeraldino Bandeira e conheceu Waldemir Garcia, o "Miro", contraventor que estava preso por formação de quadrilha. Miro foi quem arranjou advogado para Peralta, que ganhou liberdade condicional em setembro de 1998. Luiz Bigode foi preso em 1995. Ficou 3 anos preso em Bangu e cumpriu pena na Colônia Agrícola de Magé até 1998. Hoje vive no Rio de Janeiro e se recusa a dar entrevistas.
Juan Carlos Hernandez, o receptador, foi preso em 1998, em um terminal rodoviário de São Paulo. Foi levado por um policial disfarçado de onde estava, na Estação da Luz, para o terminal rodoviário do Tietê. Ali, o homem revelou ser um delegado da Polícia Federal, Marcelo Itagiba, e estava acompanhado de outros cinco policiais. Juan Carlos carregava uma mala, que continha 7,750 quilos de cocaína boliviana. O destino da droga seria o Rio de Janeiro, aonde seria vendida por até 200 000 reais. Na delegacia, Hernandez foi prontamente reconhecido por Itagiba como o argentino que derreteu a taça Jules Rimet. Ficou preso até 21 de março de 2005, quando ganhou liberdade condicional. Ele nunca cumpriu sua pena pelo roubo da taça, mas sim pelo tráfico de drogas.
O mandante do crime, Sérgio Peralta, sofria com o coração dilatado. Passou a ser um empregado na casa de Miro, em Jacarepaguá. Era evitado pela família, que não queria se envolver com um ex-condenado. Em conversas com Miro, ele ainda negava ter roubado a taça Jules Rimet, alegando que havia comentado com amigos sobre onde a taça ficava, e meses depois eles apareceram e disseram que a taça estava com eles. No fim de seus dias, voltou para a rua Nabuco de Freitas, onde cresceu. Sérgio Peralta morreu de infarto, em agosto de 2003. Ele havia sido socorrido por vizinhos e levado ao hospital Getúlio Vargas. De acordo com muitos, inclusive Miro, ele morreu "pobre e sozinho".

## Legado

### Televisão
No dia 1 de junho de 2006, o programa Linha Direta Justiça, na Rede Globo, dedicou uma reportagem ao caso. O programa contou com entrevistas de ex-jogadores, como Pelé, Rivelino e Gérson, do promotor do caso na época, Murilo Bernardes Miguel, e do advogado de Chico Barbudo na época, Jorge Santoro Filho. Os atores Chico Diaz, Anderson Müller, Luiz Nicolau e Enrique Diaz interpretaram respectivamente os criminosos Sérgio Peralta, Luiz Bigode, Chico Barbudo e o receptador Juan Carlos Hernandez em esquetes. O ator Mário Schoemberger viveu o delator Antônio Setta, o Broa, também em esquetes.

### Filmes
- 1961 - O Homem Que Roubou a Copa do Mundo, curiosamente, 23 anos antes do acontecido, o filme imaginou o roubo da taça. Ronald Golias e Grande Otelo eram os detetives encarregados de encontrar o troféu após seu desaparecimento.[17]
- 2003 - O filme Casseta & Planeta: A Taça do Mundo É Nossa faz uma sátira a este roubo e ao regime militar, com o enredo do filme dizendo que o roubo da taça é planejado para desmoralizar o ufanismo.[18]
- 2016 - Foi lançado um filme baseado neste episódio, titulado como O Roubo da Taça.[19]

### Livros
- O Roubo da Taça - Anélio Barreto (2003)[18]

### Samba Enredo
- Em 1985, a escola de samba Caprichosos de Pilares, do Rio, resolveu lembrar a história nos versos de seu samba enredo 'E por falar em saudade', do carnavalesco Luiz Fernando Reis. Entre as "coisas que sumiram do dia a dia", estavam "a gasolina barata, aquela Seleção Nacional, e derreteram a Taça na maior cara de pau..."[18]